# Кёршинские Борки
Кёршинские Борки́ — село в Моршанском районе Тамбовской области. Входит в Лёвинский сельсовет.

## Название
Название связано с близлежащими борками (лесками) и рекой Кёршей.

## География
Село расположено рядом с левым берегом Цны и озером Лесное (Борковское), в 72 км к северу от Тамбова.
Географические объекты
- Река Цна
- Река Кёрша
- Озеро Лесное (Борковское; Сельское)
- Речки Рюма, Рогатки
- Кордон Борковский
- Вьюнское лесничество

## История
В книге «Прошлое Тамбовского края» историк П. Н. Черменский указывал, что село Кёршинские Борки впервые упомянуто в документах 1623 года, а в 1676 году князь В. В. Кропоткин о нём записал: «Кёршинского десятку село Кёршинские Борки на озере Сельском. А в нём церковь деревянная… В том же селе Борки дворов тягловых крестьян 42, бобыльских 7. Всех людей мужского пола 175 человек. В том числе в тягло поспело 56 человек, недорослей 70, отправлено служить на Дон 29 человек…»
Основными занятиями селян были хлебопашество и торговля. В Кёршинских борках, как и во всей тамбовской губернии, главным богатством был чернозём. Население села преимущественно занималось сельским хозяйством, главное место занимало земледелие. Из всей земельной площади губернии 64 % составляли пашни, 18 % леса, 13 % сенокосы и пастбища, 5 % — неудобные земли. Везде была трёхпольная система земледелия. В основном земли принадлежали богатым землевладельцам. Которые 40 % своих земель сдавали в наём. Главнейшим рынком сбыта продуктов сельского хозяйства Тамбовщины всегда была Москва. Значителен был и вывоз зерна за границу через балтийские порты. Внутри губернии на 128 городских и сельских ярмарках реализовывались в основном сельскохозяйственные товары. В 1898 году товаров по железной дороге было отправлено более 100 млн пудов (не считая транзита). Хлебные грузы составляли более 70 %. Обороты по хлебной торговле в Моршанске составляли до 12 млн пудов. В зимнее время, когда не было полевой работы, промышляли мясом, рыбой, сеном и дровами.

## Население
| 2002 | 2010 |
| ---- | ---- |
| 582  | ↘541 |

Согласно результатам переписи 2002 года, в национальной структуре населения русские составляли 96 % от жителей.

## Образование
В селе работает средняя школа. Директор — Земцова Валентина Николаевна.

## Культура
1963 год — период расцвета клубных учреждений, библиотек. В крупных сёлах — Новотомниково, Серповое, Кёршинские Борки, Весёлое — строились типовые дома культуры, повсюду появлялись новые самодеятельные коллективы, создавались различные кружки.

## Здравоохранение
В селе действует Борковский фельдшерский пункт.

## Улицы
В селе существуют следующие улицы:
- Горького ул.
- Моршанская ул.
- Гражданская ул.
- Набережная ул.
- Колхозная ул.
- Пушкина ул.
- Ленина ул.
- Советская ул.
- Локтюхина ул.
- Тамбовская ул.
- Максима Горького ул.

## Транспорт
Транспортное сообщение с селом осуществляется по автомобильной дороге Тамбов — Кёршинские Борки — Моршанск. В село три раза в день по расписанию ходят маршрутки (Моршанск — Лёвино — Кёршинские Борки). Отправление транспорта происходит в 06.50; 15.00; 18.00 часов. Расписание может меняться в выходные дни, об этом дополнительно сообщается, вывешивается объявление на остановке маршрутного такси.

## Храм Илии Пророка
Начало истории Ильинского храма относится к XVII веку. Храм стоял на возвышении, и все дороги приводили к этому месту. Хотя церковь была небольшого размера, но на каждый праздник здесь собиралось почти всё население. В храме проводились богослужения, причастия, венчания, отпевания, крещения. Последнего настоятеля Ильинской церкви звали Феодор. После 1917 года храм перестал служить прихожанам, но само здание сохранилось, там открыли клуб и библиотеку. Иконы и церковную утварь местные жители разобрали по домам. В 1950-х годах храм разобрали: часть брёвен пошла на строительство школы, а то, что осталось, местные жители разобрали по домам. На том месте больше ничего не строили. Старая фотография привлекла внимание уроженца села Кёрш-Борки, заслуженного строителя Российской Федерации, Дьячкова Николая Ивановича. Мечтой его жизни было восстановить храм в родном селе. На это было испрошено благословение Преосвященнейшего Феодосия, епископа Тамбовского и Мичуринского. Благодаря поддержке и помощи губернатора области О. И. Бетина, главы Моршанского района Г. П. Васильева, М. И. Ворожейкина, С. И. Дьячкова возродилась святыня села. 2 августа 2006 года, в престольный праздник, состоялось открытие храма святого Илии-Пророка, после чего владыка Феодосии освятил храм и совершил здесь Божественную литургию.

## Мемориал «Воинской славы»
Состоялось открытие 9 мая 2010 года мемориала памяти в честь земляков, погибших на фронтах Великой Отечественной войны.